# Soledad (kommun i Honduras)
Soledad är en kommun i Honduras.   Den ligger i departementet El Paraíso, i den södra delen av landet, 60 km söder om huvudstaden Tegucigalpa. Antalet invånare är 9 542. Arean är 169 kvadratkilometer.
Terrängen i Soledad är kuperad.